# Campeonato da Europa de Atletismo de 2016 - 5000 m feminino
A prova dos 5000 metros feminino do Campeonato da Europa de Atletismo de 2016 foi disputada no dia 9 de julho de 2016 no Estádio Olímpico de Amsterdã em Amesterdão,  nos Países Baixos. 

## Recordes
Antes desta competição, os recordes mundiais e do campeonato nesta prova eram os seguintes:
|                       | Nome              | Nacionalidade | Tempo    | Local     | Data                |
| --------------------- | ----------------- | ------------- | -------- | --------- | ------------------- |
| Recorde mundial       | Tirunesh Dibaba   | Etiópia       | 14m11s15 | Oslo      | 6 de junho de 2008  |
| Recorde do campeonato | Elvan Abeylegesse | Turquia       | 14m56s18 | Barcelona | 1 de agosto de 2010 |
| Recorde europeu       | Liliya Shobukhova | Rússia        | 14m23s75 | Cazã      | 19 de julho de 2008 |

## Medalhistas
| Ouro              | Prata             | Bronze                |
| Yasemin Can (TUR) | Meraf Bahta (SWE) | Stephanie Twell (GBR) |

## Cronograma
Todos os horários são locais (UTC+2).
| Data       | Hora  | Evento |
| ---------- | ----- | ------ |
| 9 de julho | 21:05 | Final  |

## Resultado final
| Posição           | Atleta                    | Nacionalidade | Tempo    | Notas                |
| ----------------- | ------------------------- | ------------- | -------- | -------------------- |
| Medalha de ouro   | Yasemin Can               | Turquia       | 15:18.15 |                      |
| Medalha de prata  | Meraf Bahta               | Suécia        | 15:20.54 |                      |
| Medalha de bronze | Steph Twell               | Grã-Bretanha  | 15:20.70 |                      |
| 4                 | Susan Kuijken             | Países Baixos | 15:23.87 | Recorde da temporada |
| 5                 | Laura Whittle             | Grã-Bretanha  | 15:24.18 |                      |
| 6                 | Eilish McColgan           | Grã-Bretanha  | 15:28.53 |                      |
| 7                 | Louise Carton             | Bélgica       | 15:42.79 |                      |
| 8                 | Geleto Tola               | Alemanha      | 15:43.30 |                      |
| 9                 | Kristiina Maki            | Chéquia       | 15:52.90 |                      |
| 10                | Deirdre Byrne             | Irlanda       | 15:53.67 |                      |
| 11                | Alexi Pappas              | Grécia        | 15:56.75 |                      |
| 12                | Maren Kock                | Alemanha      | DNF      |                      |
| 13                | Mary Cullen               | Irlanda       | DNS      |                      |
| 13                | Trihas Gebre              | Espanha       | DNS      |                      |
| 13                | Karoline Bjerkeli Grøvdal | Noruega       | DNS      |                      |
| 13                | Maureen Koster            | Países Baixos | DNS      |                      |

Legenda
| Recorde mundial       | Recorde mundial (World record)               |                       | Recorde africano                      | Recorde africano (African) |                                           | Q | Classificado por posição (Qualified) |
| Recorde do campeonato | Recorde do campeonato (Championship record)  | Recorde da América    | Recorde da América (Americas)         | q                          | Classificado por melhor tempo (Qualified) |   |                                      |
| Melhor marca do ano   | Melhor marca do ano (World leading)          | Recorde asiático      | Recorde asiático (Asian)              | DNS                        | Não largou (Did not start)                |   |                                      |
| Recorde nacional      | Recorde nacional (National record)           | Recorde europeu       | Recorde europeu (European)            | DNF                        | Não terminou (Did not finish)             |   |                                      |
| Recorde pessoal       | Recorde pessoal do atleta (Personal best)    | Recorde da Oceania    | Recorde da Oceania (Oceania)          | DSQ / DQ                   | Desclassificado (Disqualified)            |   |                                      |
| Recorde da temporada  | Recorde da temporada do atleta (Season best) | Recorde sul-americano | Recorde sul-americano (South America) | NM                         | Sem marca (No mark)                       |   |                                      |